# 德沃里謝 (沃洛達爾西克-沃林西基區)
50°33′43″N 28°23′52″E / 50.56194°N 28.39778°E
德沃里謝（烏克蘭語：Дворище），是烏克蘭北部的村莊，隸屬日托米爾州的日托米爾區。該村處於伊爾沙河畔，始建於1588年，面積2.27平方公里，2001年人口732，人口密度每平方公里322.04人。